# Trường Đại học Công đoàn
Trường Đại học Công đoàn (ĐHCĐ) - tên tiếng Anh: Trade Union University (TUU) là một Trường Đại học Công lập lâu đời, định hướng nghiên cứu, đào tạo đa ngành, đa lĩnh vực và là Trường Đại học đầu ngành về Lao động - Xã hội, Kinh tế - Luật và Quản trị nhân lực của Việt Nam, trực thuộc Tổng Liên đoàn Lao động Việt Nam.
Trường Đại học Công đoàn có sứ mệnh đào tạo đội ngũ Cán bộ cho tổ chức Công đoàn và đào tạo nguồn nhân lực chất lượng cao cho phát triển Kinh tế - Xã hội; tham gia xây dựng các chính sách về người lao động.
Đồng thời, Trường Đại học Công đoàn còn là Trung tâm đào tạo và nghiên cứu khoa học có uy tín trong khu vực về Công đoàn; nghiên cứu, tư vấn, đóng góp ý kiến sửa đổi Hiến pháp nước Cộng hòa xã hội chủ nghĩa Việt Nam, Bộ Luật Lao động, Luật Công đoàn và tham gia Hội đồng Tư vấn Giáo dục Đào tạo, Khoa học Công nghệ của Mặt trận Tổ quốc Việt Nam.

## Lịch sử
Ngày 15 tháng 5 năm 1946, lớp đào tạo cán bộ công vận đầu tiên được khai giảng của Trường Công đoàn Việt Nam (tiền thân) tại đình Khuyến Lương, xã Trần Phú, huyện Thanh Trì, thành phố Hà Nội (nay là phường Trần Phú, quận Hoàng Mai, thành phố Hà Nội). Sự kiện này đã mở đầu cho lịch sử xây dựng và phát triển của Trường Đại học Công đoàn. Sinh thời, Chủ tịch Hồ Chí Minh đã có 5 lần về thăm trường.
Trường có ý nghĩa chính trị đặc biệt, khẳng định vị thế là trung tâm đào tạo, bồi dưỡng và nghiên cứu lý luận của tổ chức Công đoàn Việt Nam và là thành viên của hệ thống giáo dục đào tạo quốc gia, góp phần quan trọng vào sự nghiệp giải phóng dân tộc, thống nhất đất nước, xây dựng và bảo vệ Tổ quốc.
Ngày 19 tháng 5 năm 1992, Chủ tịch Hội đồng Bộ trưởng Việt Nam ban hành Quyết định số 174-CT, về việc đổi tên Trường Cao cấp Công đoàn thành Trường Đại học Công đoàn.

## Sứ mệnh
- Đào tạo đội ngũ cán bộ cho tổ chức Công đoàn và đào tạo nguồn nhân lực chất lượng cao cho phát triển Kinh tế - Xã hội.
- Nghiên cứu khoa học về công nhân, công đoàn, quan hệ lao động, an toàn, vệ sinh lao động.
- Tham gia xây dựng các chính sách về người lao động.

## Khẩu hiệu, mục tiêu và triết lý giáo dục
- Khẩu hiệu: Cùng nhau kiến tạo cơ hội.
- Mục tiêu: Năng động, sáng tạo, trung thực, tinh thần trách nhiệm, khả năng sống và làm việc trong môi trường cạnh tranh đa văn hóa.

- Triết lý giáo dục: Học để biết, học để làm việc, học để chung sống, học để khẳng định mình, học để hội nhập, học để kiến tạo tương lai.

## Chức năng hoạt động
- Là trung tâm đào tạo và nghiên cứu khoa học có uy tín, đa ngành, đa lĩnh vực.
- Đào tạo nhiều ngành nghề trình độ cao đẳng, đại học (cử nhân) và sau đại học (thạc sĩ, tiến sĩ).
- Nghiên cứu, tổ chức đào tạo, bồi dưỡng cung ứng lực lượng lao động chất lượng cao đa ngành, đa lĩnh vực cho xã hội.
- Bồi dưỡng nâng cao trình độ cho cán bộ chủ chốt Công đoàn các cấp và các cá nhân, tổ chức, doanh nghiệp có nhu cầu.
- Nghiên cứu, tư vấn, đóng góp ý kiến sửa đổi Hiến pháp nước Cộng hòa xã hội chủ nghĩa Việt Nam, Bộ Luật Lao động, Luật Công đoàn.
- Tham gia hội đồng tư vấn giáo dục đào tạo, khoa học công nghệ của Mặt trận Tổ quốc Việt Nam.
- Thực hiện đào tạo theo yêu cầu của Bộ Giáo dục và Đào tạo.

## Cơ cấu tổ chức
Các đơn vị trực thuộc được chỉ đạo điều hành bởi Đảng uỷ, Hội đồng trường và Ban giám hiệu.

### Khoa
Bao gồm 17 Khoa:
- Khoa Quản trị kinh doanh.
- Khoa Quản trị nhân lực.
- Khoa Tài chính - Ngân hàng.
- Khoa Kế toán.
- Khoa Kinh tế.
- Khoa Luật.
- Khoa Du lịch.
- Khoa Ngoại ngữ.
- Khoa Xã hội học.
- Khoa Công tác xã hội.
- Khoa Truyền thông và Quan hệ công chúng
- Khoa Công nghệ và Kỹ thuật.
- Khoa Khoa học cơ bản và Dữ liệu.
- Khoa Quan hệ lao động và Công đoàn.
- Khoa An toàn lao động và Sức khoẻ nghề nghiệp.
- Khoa Lý luận Chính trị.
- Khoa Sau đại học.

### Viện & Phòng ban
Bao gồm 2 Viện và 9 Phòng ban:
- Viện Hợp tác và Đào tạo quốc tế.
- Viện Đào tạo, Bồi dưỡng.
- Phòng Giáo dục chính trị và Công tác sinh viên.
- Phòng Quản lý sinh viên nội trú.
- Phòng Quản lý Đào tạo.
- Phòng Quản lý Chất lượng.
- Phòng Quản lý khoa học và Thông tin tư liệu
- Phòng Tài vụ.
- Phòng Tổ chức.
- Phòng Hành chính và Y tế.
- Phòng Thanh tra - Pháp chế.

### Trung tâm & Văn phòng
Bao gồm 3 Trung tâm & 2 Văn phòng:
- Trung tâm Ngoại ngữ - Tin học.
- Trung tâm An toàn vệ sinh lao động.
- Trung tâm Giáo dục quốc phòng và an ninh.
- Văn phòng Đảng uỷ, Hội đồng trường và Đoàn thể.
- Văn phòng đại diện tại Thành phố Hồ Chí Minh.

### Đoàn thể
Bao gồm 4 Đoàn thể:
- Đảng.
- Công đoàn.
- Đoàn thanh niên.
- Hội sinh viên.

## Quy mô

### Cơ sở vật chất
Trường sở hữu diện tích đất rộng 29,1 ha (291000 km²): Cơ sở 1 có diện tích 2,1 ha (21000 km²) tại Hà Nội, cơ sở 2 có diện tích 27 ha (270000 km²) tại Hưng Yên. Trường có cơ sở chính ở vị trí đắc địa của Thủ đô Hà Nội, toạ lạc tại phố Tây Sơn, đối diện Gò Đống Đa. Cơ sở 2 ở tỉnh Hưng Yên không chỉ rộng rãi mà còn được Bộ Quốc phòng cấp phép xây dựng Trung tâm Giáo dục Quốc phòng và An ninh dành cho sinh viên của trường và một số trường đại học khác đăng ký tham gia kỳ học Quân sự. 
Nhà trường chú trọng đầu tư cơ sở vật chất, xây dựng thêm các tòa giảng đường mới, các phòng học được trang bị thiết bị hiện đại, đáp ứng nhu cầu số lượng sinh viên, cao học viên và nghiên cứu sinh tăng lên qua từng giai đoạn.

### Nhân sự
Trường Đại học Công đoàn có tổng số viên chức, người lao động là 430 người, trong đó có 337 giảng viên. Ngoài ra, nhà trường còn có sự tham gia giảng dạy của đội ngũ giảng viên thỉnh giảng đến từ các Trường Đại học, Học viện trong và ngoài nước chuyên sâu về ngành, lĩnh vực mà nhà trường đang đào tạo.
| Học hàm/Học vị | Giảng viên cơ hữu |
| -------------- | ----------------- |
| Giáo sự        | 2                 |
| Phó Giáo sư    | 13                |
| Tiến sĩ        | 102               |
| Thạc sĩ        | 212               |
| Cử nhân/Kỹ sư  | 8                 |
| Tổng cộng      | 337               |

### Người học
Lưu lượng người học của trường là hơn 12.000 người, cung cấp nguồn nhân lực chất lượng cao, góp phần quan trọng cho sự nghiệp công nghiệp hóa, hiện đại hóa đất nước.

## Chất lượng đào tạo

### Kiểm định chất lượng giáo dục
Từ năm 2018, trường là một trong số ít các trường đã đi đầu, đăng ký tham gia kiểm định sớm nhất và đã hoàn thành việc kiểm định chất lượng tất cả các chương trình đào tạo cử nhân, thạc sĩ, tiến sĩ bởi Trung tâm Kiểm định chất lượng giáo dục của Đại học Quốc gia Hà Nội; Đại học Vinh và Hiệp hội các Trường Đại học, Cao đẳng Việt Nam.
Năm 2021, Trường Đại học Công đoàn là cơ sở giáo dục đại học thứ hai toàn quốc hoàn thành kiểm định tất cả các chương trình giáo dục Đại học. 
Năm 2022, nhà trường tiếp tục được nhận 9 giấy chứng nhận đạt kiểm định chất lượng 9 chương trình đào tạo trình độ đại học các ngành. Trường ĐH Công đoàn là một trong số ít các cơ sở giáo dục đạt giấy chứng nhận 100% các chương trình đào tạo hiện có. 

### Nghiên cứu khoa học
Năm 2015, Trường Đại học Công đoàn được cấp phép xuất bản "Tạp chí Nghiên cứu khoa học Công đoàn" có chỉ số ISSN: 2354-1342. 
Trường đã, đang tham gia, hoàn thành nhiều đề tài khoa học cấp Nhà nước, cấp Tổng Liên đoàn, cấp Bộ, cấp tỉnh, thành phố và tương đương; hàng trăm đề tài nghiên cứu khoa học cấp cơ sở và hàng ngàn đề tài nghiên cứu khoa học của sinh viên. Các đề tài khoa học do Trường tiến hành nghiên cứu có giá trị thực tiễn cao.
Trường còn tham gia nhiều dự án với các tổ chức quốc tế như Liên minh Châu Âu, kết quả nghiên cứu đã đóng góp rất lớn vào hoàn thiện cơ sở lý luận và thực tiễn xây dựng giai cấp công nhân, tổ chức Công đoàn và sự phát triển kinh tế - xã hội của đất nước.
Trường đã tham gia nghiên cứu đóng góp nhiều ý kiến có chất lượng vào sửa đổi Hiến pháp nước Cộng hòa xã hội chủ nghĩa Việt Nam, Bộ Luật Lao động, Luật Công đoàn; Tham gia hội đồng tư vấn giáo dục đào tạo, khoa học công nghệ của Mặt trận Tổ quốc Việt Nam.

### Ngành/Lĩnh vực ưu thế
Ngành Quản trị nhân lực là ngành đào tạo có ưu thế của Trường Đại học Công đoàn. Từ năm 1978, Trường đã thành lập Khoa Kinh tế lao động - tiền thân của Khoa Quản trị nhân lực sau này, ban đầu nhiệm vụ chủ yếu là đào tạo nguồn nhân lực cho hệ thống tổ chức công đoàn và sau này là đào tạo nguồn nhân lực chất lượng cao cho xã hội. 
Trường là cơ sở Đại học đầu tiên trên cả nước được Bộ Giáo dục và Đào tạo cho phép mở ngành Bảo hộ lao động ; là cơ sở Đại học đầu tiên ở miền Bắc đào tạo ngành Quan hệ lao động , ngành Công tác xã hội ; là cơ sở Đại học thứ 2 cả nước đào tạo ngành Truyền thông đại chúng (Ngoài Học viện Báo chí và Tuyên truyền) .

## Chương trình đào tạo
Trường Đại học Công đoàn là một Trường Đại học công lập lâu đời, có thế mạnh đào tạo đa ngành, đa lĩnh vực, đa cấp (Cao đẳng, Đại học, Song bằng, Văn bằng 2, Liên thông, Vừa học vừa làm, Sau đại học).
| STT                                                      | Ngành | Mã ngành          |
| Lĩnh vực Nhân văn                                        | Lĩnh vực Nhân văn                                                                                             | Lĩnh vực Nhân văn |
| -------------------------------------------------------- | --- | ----------------- |
| 1                                                        | Ngôn ngữ Anh                                                                                                  | 7220201           |
| Lĩnh vực Khoa học xã hội và hành vi                      | |                   |
| 2                                                        | Kinh tế | 7310101           |
| 3                                                        | Xã hội học | 7310301           |
| 4                                                        | Việt Nam học                                                                                                  | 7310630           |
| Lĩnh vực Báo chí và thông tin                            | |                   |
| 5                                                        | Truyền thông đại chúng                                                                                        | 7320105           |
| Lĩnh vực Kinh doanh và quản lý                           | |                   |
| 6                                                        | Quản trị kinh doanh + Chương trình Tiêu chuẩn + Chương trình Định hướng Chuyên sâu Nghề nghiệp Quốc tế - IPOP | 7340101           |
| 7                                                        | Tài chính - Ngân hàng                                                                                         | 7340201           |
| 8                                                        | Kế toán | 7340301           |
| 9                                                        | Quản trị nhân lực                                                                                             | 7340404           |
| 10                                                       | Quan hệ lao động                                                                                              | 7340408           |
| Lĩnh vực Pháp luật                                       | |                   |
| 11                                                       | Luật | 7380101           |
| Lĩnh vực Toán và thống kê                                | |                   |
| 12                                                       | Khoa học dữ liệu                                                                                              | 7460108           |
| Lĩnh vực Máy tính và công nghệ thông tin                 | |                   |
| 13                                                       | Công nghệ thông tin                                                                                           | 7480201           |
| Lĩnh vực Dịch vụ xã hội                                  | |                   |
| 14                                                       | Công tác xã hội                                                                                               | 7760101           |
| Lĩnh vực Du lịch, khách sạn, thể thao và dịch vụ cá nhân | |                   |
| 15                                                       | Du lịch | 7810101           |
| Lĩnh vực Môi trường và Bảo vệ môi trường                 | |                   |
| 16                                                       | Bảo hộ lao động                                                                                               | 7850201           |

| STT                             | Ngành                                | Mã ngành                        |
| Lĩnh vực Xã hội học và nhân học | Lĩnh vực Xã hội học và nhân học      | Lĩnh vực Xã hội học và nhân học |
| ------------------------------- | ------------------------------------ | ------------------------------- |
| 1                               | Xã hội học                           | 8310301                         |
| Lĩnh vực Kinh doanh và quản lý  |                                      |                                 |
| 2                               | Quản trị kinh doanh                  | 8340101                         |
| 3                               | Kế toán                              | 8340301                         |
| 4                               | Quản trị nhân lực                    | 8340404                         |
| 5                               | Quản lý an toàn sức khoẻ nghề nghiệp | 8340417                         |

| STT                            | Ngành                          | Mã ngành                       |
| Lĩnh vực Kinh doanh và quản lý | Lĩnh vực Kinh doanh và quản lý | Lĩnh vực Kinh doanh và quản lý |
| ------------------------------ | ------------------------------ | ------------------------------ |
| 1                              | Quản trị nhân lực              | 9340404                        |

| STT | Khoá học                                                         | Đối tượng                   |
| --- | ---------------------------------------------------------------- | --------------------------- |
| 1   | Khóa bồi dưỡng Lý luận chính trị dành cho đối tượng kết nạp Đảng | Đoàn viên, Quần chúng ưu tú |
| 2   | Khoá bồi dưỡng Lý luận chính trị cho Đảng viên mới               | Đảng viên                   |
| 3   | Lớp đào tạo Lý luận và nghiệp vụ công tác Công đoàn              | Cán bộ Công đoàn            |
| 4   | Lớp đào tạo Nghiệp vụ Kỹ thuật an toàn vệ sinh lao động          | Cán bộ Công đoàn            |
| 5   | Lớp đào tạo Nghiệp vụ Kế toán Công đoàn                          | Cán bộ Công đoàn            |
| 6   | Lớp đào tạo Kiến thức pháp luật cho Cán bộ Công đoàn             | Cán bộ Công đoàn            |

## Hợp tác quốc tế
- 🇷🇺 Nga (Russia): Học viện Lao động và Quan hệ Xã hội Liên bang Nga.
- 🇨🇳 Trung Quốc (China): Học viện Quan hệ Lao động Trung Quốc; Đại học Sư phạm Bắc Kinh-Baptist Hồng Kông.
- 🇰🇷 Hàn Quốc (South Korea): Trường Đại học Gwangju; Trường Đại học Mokwon.
- 🇵🇭 Phi-líp-pin (Philippines): Trường Đại học Bách khoa Philippines; Đại học Batangas State; Trường Đại học Maniel S.Enverga.
- 🇱🇦 Lào (Laos): Đại sứ quán Lào tại Việt Nam; Trung ương Liên hiệp Công đoàn Lào.
- 🇮🇹 Ý (Italy): Trường Đại học Naples.
- 🇦🇺 Úc (Australia): Đại sứ quán Úc tại Việt Nam, Học viện Công nghệ Melbourne; Đơn vị Tư vấn du học iae GLOBAL; Học viện Công nghệ và Thương mại Úc; Đại học Quốc gia Úc.
- 🇸🇬 Singapore: Trường Temasek Polytechnic; Trường Kinh doanh Châu Á Thái Bình Dương.
- 🇩🇪 Đức (Germany): Đại học Khoa học ứng dụng và Nghệ thuật Hannover; Trường Đại học Evangelische Hochschule Berlin; Viện Giáo dục Quốc tế DCG; Đại học Khoa học Ứng dụng Anhalt; Trường Đại học Evangelical Berlin.
- 🇺🇸 Hoa Kỳ - Mỹ (USA): Nhà xuất bản National Geographic Learning.
- 🇮🇩 In-đô-nê-xi-a (Indonexia): Tổ chức Tư vấn Giáo dục toàn cầu Noble Solutions.
- 🇮🇳 Ấn Độ (India): Đại sứ quán Ấn Độ tại Hà Nội.
- 🇯🇵 Nhật Bản (Japan): Trường Đại học Nagano; Trường Đại học Toyo.
- 🇹🇭 Thái Lan (Thailand): Trường Đại học Phật giáo Mahachulalongkornrajavidyalaya.

## Khen thưởng
Nhà trường được Chủ tịch Hồ Chí Minh lúc sinh thời quan tâm, đến thăm 5 lần (2 lần năm 1957, 1 lần năm 1958, 1 lần năm 1959 và 1 lần năm 1962), được Đảng, Công đoàn, Nhà nước, Chính phủ và những tổ chức khác trao tặng nhiều phần thưởng cao quý:
- Huân chương Lao động hạng Nhất (năm 1980, 2011)
- Huân chương Độc lập hạng Ba (năm 1991)
- Huân chương Lao động hạng Ba cho Công đoàn Trường (năm 2000)
- Huân chương Độc lập hạng Nhì (năm 2001)
- Huân chương Lao động hạng Nhất của nước Cộng hòa Dân chủ Nhân dân Lào (năm 2001)
- Huân chương Độc lập hạng Nhất (năm 2006)
- Huân chương Lao động hạng Ba cho công tác thể dục thể thao (năm 2006)
- Huân chương Lao động hạng Nhì cho Công đoàn Trường (năm 2007)
- Huân chương Hồ Chí Minh (năm 2016)
- Cờ thi đua của Chính phủ (năm 2014, 2015, 2020)
- Cờ thi đua của Tổng Liên đoàn Lao động Việt Nam (năm 2014, 2015, 2016, 2019, 2020, 2021, 2023)
- Cờ thi đua xuất sắc của Công đoàn viên chức Việt Nam (năm 2013)
- Tập thể Lao động xuất sắc của Tổng Liên đoàn Lao động Việt Nam (năm 2013, 2015, 2017, 2022)
- Bằng khen của Tổng Liên đoàn Lao động Việt Nam (năm 2003, 2010, 2012, 2013, 2014, 2022, 2023)
- Bằng khen của Bộ Giáo dục và Đào tạo (năm 2004)
- Bằng khen của Ủy ban Kiểm tra TP Hà Nội (năm 2005)
- Bằng khen của Bộ Lao động Thương binh và Xã hội (năm 2023)
- Bằng khen của Công đoàn viên chức Việt nam (năm 2023)

Ngoài ra, nhà trường còn nhận được nhiều danh hiệu và các giải thưởng có giá trị khác xuyên suốt lịch sử.

## Một số cựu sinh viên, học viên ưu tú
Ngoài đào tạo ra đội ngũ Cán bộ làm việc trong Đảng, Công đoàn, Nhà nước, Chính phủ, với định hướng đào tạo nguồn nhân lực chất lượng cao cho phát triển Kinh tế - Xã hội, các cựu sinh viên, học viên của Trường có thể làm việc trong đa ngành, đa lĩnh vực.
- Hoàng Phan Anh (nghệ danh: Phan Anh): MC - Đài Phát thanh - Truyền hình Hà Nội.
- Phạm Ngọc Anh: Diễn viên, Người mẫu ảnh, Trung tâm Phim truyền hình - Đài Truyền hình Việt Nam.
- Bùi Nhật Anh (nghệ danh: Nhật Ánh Trắng): Youtuber - Trắng TV.
- Ngô Hải Yến (nghệ danh: Hải Yến Babe): VJ - Schannel.
- Lê Phúc Thành (nghệ danh: Phúc Thành): VJ - Schannel.
- Phùng Khánh Linh: Ca sĩ; Top 4 Giọng hát Việt (The Voice) 2015.
- Đồng Ánh Quỳnh: Diễn viên, Người mẫu, Á Quân Gương mặt thương hiệu (The Face Vietnam) 2017.
- Lê Anh Đức (nghệ danh: RichChoi): Rapper, Nhà sản xuất âm nhạc; Á Quân Thế giới Rap (King of Rap) 2020.
- Lê Ngọc Như (nghệ danh: Như Lê): Người mẫu, Diễn viên, TikToker; Coser Queen Halloween The Garden 2020.

## Thông tin khác
Trường Đại học Công đoàn (Trade Union University - TUU) còn được gọi với biệt danh là "Cornell Tây Sơn" vì trường có ngành thế mạnh nổi tiếng là ngành Quan hệ lao động giống Đại học Cornell (Đại học thuộc nhóm Ivy League hàng đầu nước Mỹ).